# Jakšiči
Jakšiči este o localitate din comuna Kostel, Slovenia, cu o populație de 17 locuitori.